# Maria Dolors Renau i Manén
Maria Dolors Renau i Manén, née le 15 novembre 1936 à Barcelone et morte le 29 août 2019 à Sant Cugat del Vallès,, est une femme politique espagnole.
Membre du Parti socialiste ouvrier espagnol et du Parti des socialistes de Catalogne, elle siège au Congrès des députés de 1982 à 1986 et de 1989 à 1993 ainsi qu'au Parlement européen de 1986 à 1987.

## Publications
- (es) Els Inicis del llenguatge i la comunicació en l'infant : de 0 a 3 anys : bases per ajudar al seu desenvolupament (1980)
- (es) Maternidad, infancia, feminismo (1990), Revista de ciencias sociales
- (es) Abráceme un rato, por favor (1997), El Clavell
- (es) ¿Otra psicología en la escuela? Un enfoque institucional y comunitario (1998), Paidos  (ISBN 9788449305528)
- (es) Feminismo y progreso global (1999), Leviatan
- (es) La voz pública de las mujeres. Contra la "naturalidad" de la violencia, feminizar la política (2009), Editorial Icaria  (ISBN 9788498880755)